# Chen Dong
Chen Dong (chinois simplifié : 陈冬; chinois traditionnel : 陳冬) est un pilote et un taïkonaute chinois né à Luoyang, dans la province du Henan le 12 décembre 1978 dans une famille ouvrière.

## Biographie
Il rejoint la force aérienne chinoise en août 1997 où il est pilote de chasse.
En tant que pilote, il est choisi pour devenir taïkonaute au sein de l'Administration spatiale nationale chinoise (CNSA), l'Agence nationale spatiale chinoise.
Il fait partie du 2e groupe de taïkonautes chinois sélectionnés en 2009 dans le cadre du programme Shenzhou.

## Missions

### Shenzhou 11
Il est sélectionné pour la mission Shenzhou 11 pour son premier vol spatial en tant que pilote en octobre 2016 avec comme commandant de bord Jing Haipeng. Tous deux ont subi plus de 3 000 heures de formation avant le lancement de leur vaisseau spatial.
Le 17 octobre 2016 à 07 h 30 heure locale (23:30 GMT le 16 octobre), Chen Dong et Jing Haipeng s'envolent pour la mission Shenzhou 11 depuis la base de lancement de Jiuquan sur une fusée Longue marche 2F pour une mission spatiale d’environ un mois vers la station spatiale chinoise Tiangong 2 où ils s'amarrent le 18 octobre 2016 à 19:24 (UTC). Tous deux forment le premier équipage à occuper la station Tiangong 2.
L'équipage atterrit avec succès après une mission de 32 j 06 h 29 min le 18 novembre 2016. Le module de rentrée du vaisseau spatial Shenzhou 11 se pose en Mongolie Intérieure à 05:59 (GMT) après leur désamarrage de la station spatiale chinoise Tiangong 2 le 17 novembre 2016 à 04:41 (UTC)

### Coopération sino-européenne
En juillet 2017, les taïkonautes Chen Dong et Ye Guangfu et les astronautes de l'ESA Samantha Cristoforetti et Matthias Maurer ont participé à un entraînement de survie maritime commun en Chine. L'objectif serait de faire voler un astronaute européen sur la station spatiale chinoise en 2022. Ye Guangfu avait déjà participé à la mission CAVES de l'ESA en 2016.
À ce jour, potentiellement, seule Samantha Cristoforetti est éligible à ce vol car elle mesure moins de 1,75m (limite imposée par le Shenzhou).

### Shenzhou 14
Le 5 juin 2022, il s'envole à bord de Shenzhou 14 pour participer à une mission longue à bord de la Station spatiale chinoise.

### Shenzhou 20
En avril 2025, sa participation à la mission Shenzhou 20 est annoncée.